# Delia Boccardo
Delia Boccardo es una actriz italiana nacida en Génova el 29 de enero de 1948. 

## Biografía
Boccardo  estudió en un colegio de Suiza, en el colegio de la chica de Poggio Imperiale y, durante unos tres años, en una universidad de Sussex, Inglaterra. En 1965 se trasladó a Roma, donde asistió al Centro Experimental de Cine. Hizo su debut teatral en 1967, junto con Raf Vallone en Uno sguardo dal ponte; poco después de que debutó en el cine. A partir de mediados de la década de 1980 se centró sus apariciones en el escenario, donde trabajó intensamente con Luca Ronconi, y en la televisión.

## Filmografía seleccionada
- 1967: Ojo salvaje

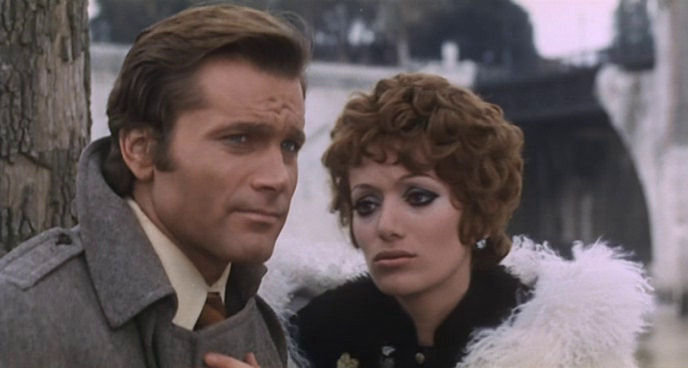
con Franco Nero en Cuando la ambición se tiñe de rojo

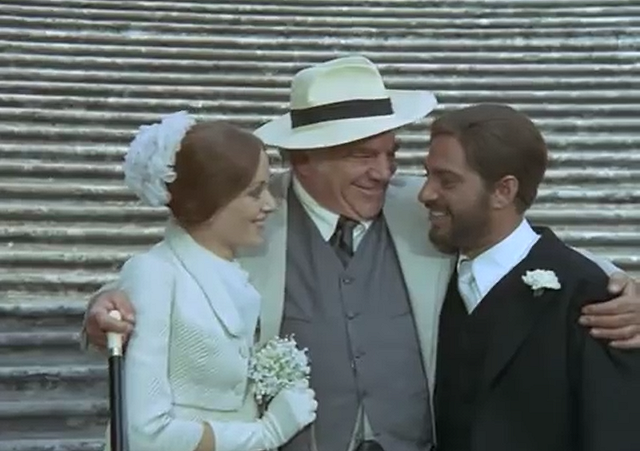
con Lionel Stander y Nino Manfredi en Las tentaciones de Benedetto

- 1968: Inspector Clouseau, el rey del peligro
- 1969: Cuando la ambición se tiñe de rojo
- 1969: Los libertinos
- 1970: Los caníbales
- 1970: El correo del zar
- 1971: Las tentaciones de Benedetto
- 1972: Pistolero mortal... a veces
- 1972: Alpes, 250.000 dólares
- 1973: La policía detiene, la ley juzga
- 1974: Il poliziotto è marcio
- 1975: La mazurka del barón, de la santa y de la higuera
- 1975: La policía acusa: el servicio secreto ejecuta
- 1976: Giovannino
- 1977: Tentacles
- 1979: Martin Eden (1979 TV miniserie)
- 1982: Afrodita, la diosa del amor
- 1983: Nostalghia
- 1983: El desafío de Hercules
- 1985: Los clandestinos de Asís
- 1987: El secreto del Sahara
- 1988: Cavalli si nasce
- 1990: La semana de la esfinge
- 1991: Réquiem por Granada
- 1992: El regreso de Casanova
- 2001: Sole negli occhi
- 2004: Virginia, la monja de Monza